# Incidente del Nuevo Cuarto Ejército
El Incidente del Nuevo Cuarto Ejército (新四軍事件), también conocido como el Incidente de Anhui del Sur (皖南事变), ocurrió en China en enero de 1941 durante la segunda guerra sino-japonesa, durante la cual la guerra civil china fue en teoría suspendida, uniendo a los comunistas y nacionalistas contra los japoneses. Es significativo como el fin de la cooperación real entre los nacionalistas y los comunistas. Hoy, los historiadores de la República de China y la República Popular China ven el Incidente del Nuevo Cuarto Ejército de manera diferente. Desde el punto de vista de la República de China, fue un castigo por la insubordinación comunista; desde el punto de vista de la RPC, fue una traición nacionalista.

## Causas

### Punto de vista de la República de China
En el otoño de 1940, el Nuevo Cuarto Ejército comunista atacó a las fuerzas nacionalistas bajo el mando de Han Deqin. Sin embargo, el libro Nuevo Cuarto Ejército de Benton argumenta que el ataque comunista fue un contraataque, una respuesta a un ataque inicial de Han Deqin, y que este ataque inicial fue el resultado del acoso de las fuerzas nacionalistas por parte de Chen Yi. En cualquier caso, el conflicto provocó grandes pérdidas para los comunistas.

### Punto de vista de la República Popular China
Para los historiadores de la República Popular China, el incidente comenzó en diciembre de 1940, cuando Chiang Kai-shek ordenó al 8.º Ejército de Ruta y al Nuevo Cuarto Ejército retirarse de Anhui y Jiangsu al norte de la antigua vía del río Amarillo en un mes. En respuesta, el Partido Comunista solo acordó trasladar las nuevas tropas del Cuarto Ejército al sur de Anhui (Wannan) a la orilla norte del río Yangtze. El 4 de enero, la fuerza de 9.000 miembros comenzó a moverse desde el municipio de Yunling en el condado de Jing hacia Jiangsu, planeando cruzar el río a lo largo de tres rutas.

## Emboscada
El 5 de enero, las fuerzas comunistas fueron rodeadas en el municipio de Maolin por una fuerza nacionalista de 80 000 hombres liderados por Shangguan Yunxiang y atacadas días después. Después de días de lucha, se produjeron grandes pérdidas, incluidos muchos trabajadores civiles que trabajaban en el cuartel general político del Nuevo Cuarto Ejército, y debido a la abrumadora cantidad de tropas nacionalistas. El 13 de enero, Ye Ting, queriendo salvar a sus hombres, fue a la sede de Shangguan Yunxiang para negociar los términos. A su llegada, Ye fue detenido. El comisario político del Nuevo Cuarto Ejército, Xiang Ying, fue asesinado, y solo 2000 personas, lideradas por Huang Huoxing y Fu Qiutao, pudieron escapar.

## Consecuencias
Chiang Kai-shek ordenó la disolución del Nuevo Cuarto Ejército el 17 de enero y envió a Ye Ting a un tribunal militar. Sin embargo, el 20 de enero, el Partido Comunista Chino en Yan'an ordenó la reorganización del ejército. Chen Yi fue el nuevo comandante del ejército. Liu Shaoqi fue el comisario político. El nuevo cuartel general estaba en Jiangsu, que ahora era el cuartel general del Nuevo Cuarto Ejército y el 8.º Ejército de Ruta. Juntos, comprendían siete divisiones y una brigada independiente, con más de 90 000 soldados.
Debido a este incidente, según el Partido Comunista de China, el Partido Nacionalista de China fue criticado por crear conflictos internos cuando se suponía que los chinos debían unirse contra los japoneses; Los integrantes del Partido Comunista de China, por otro lado, fueron vistos como héroes a la vanguardia de la lucha contra la traición japonesa y nacionalista. Aunque como resultado de este incidente, el Partido Comunista perdió la posesión de las tierras al sur de Changjiang, atrajo el apoyo del partido de la población, lo que fortaleció sus cimientos al norte de Changjiang.
Según el Partido Nacionalista, este incidente fue una retribución a numerosas ocasiones de traición y acoso por parte del Nuevo Cuarto Ejército.
La historia del novelista Mao Dun, Fushi, trata sobre este incidente.